# پناهنده (فیلم ۲۰۰۰)
«پناهنده» (انگلیسی: Refugee (2000 film)) فیلمی هندی است که در سال ۲۰۰۰ منتشر شد. از بازیگران آن می‌توان به آبیشک باچان، کارینا کاپور، انوپم کهیر، جکی شروف و سونیل شتی اشاره کرد.